# 楊瑄
楊 瑄（よう せん、1425年 - 1478年）は、明代の官僚。字は廷献。本貫は南昌府豊城県。

## 生涯
楊子栄と周氏のあいだの子として生まれた。1454年（景泰5年）、進士に及第した。1456年（景泰7年）、監察御史に任じられた。剛直で気節を尊んだ。景泰帝が病床につくと、廷臣たちは空位となっていた皇太子を立てるよう請願したが、景泰帝は許さなかった。楊瑄は同僚の銭璡・樊英らとともに上疏して争った。1457年（天順元年）、奪門の変が起こると、太子冊立を求める運動は止んだ。
楊瑄は直隷で馬に烙印を押して回った。河間府にいたって、民が曹吉祥と石亨に田地を侵奪されたと訴えた。楊瑄は英宗にこのことを奏聞し、あわせて曹吉祥と石亨が寵を頼みに専権を振るうさまを列挙した。英宗は「真の御史なり」と大学士の李賢や徐有貞に語り、官を派遣して事実を調査させ、吏部に楊瑄の名を知らせて、抜擢任用するよう命じた。曹吉祥はこれを聞いて恐れ、英宗に訴えて楊瑄を処罰するよう求めたが、英宗は聞き入れなかった。
ほどなく石亨が西征から帰還すると、御史の張鵬・盛顒らが石亨と曹吉祥を違法の諸事で弾劾しようとした。しかし先立って給事中の王鉉がこのことを石亨に漏らしていた。石亨と曹吉祥が泣いて英宗に訴え、張鵬らが宦官の張永の甥を殺し、党派を結んで排斥を図っていると誣告した。英宗は激怒して楊瑄や張鵬ら御史たちを逮捕させた。楊瑄と張鵬は獄に下され、死刑を論告されたが、一死を許されて、一兵士として遼東の鉄嶺衛に流された。
1464年（天順8年）、成化帝が即位すると、楊瑄は監察御史の官にもどされた。ほどなく浙江按察副使に転じた。海道を巡按し、将校が私的に兵士を頤使するのを禁止した。防潮堤を修復し、2300丈の堤防を海岸に築いた。副使をつとめること十数年、成績が優れていたため、浙江按察使に進んだ。古くは西湖の水を引いて諸県の田46万頃を灌漑していたが、この当時は大半が塞がっていたので、楊瑄はこれを浚渫するよう請願した。また水門を設置して灌漑に役立てようとした。それらの事業が端緒につかないうちに、1478年（成化14年）7月1日に死去した。享年は54。
子に楊源があった。